# Moimenta da Beira
Moimenta da Beira là một huyện thuộc tỉnh Viseu, Bồ Đào Nha. Huyện này có diện tích 220 km², dân số thời điểm năm 2001 là 11074 người.